# Vuelta al País Vasco 2007
47. edycja Vuelta al País Vasco odbyła się w dniach 9 - 14 kwietnia 2007 roku. Cały wyścig składał się z 6 etapów (w tym jazda indywidualna na czas), a trasa liczyła łącznie 862,5 km.

## Etapy
| Etap | Data        | Start - Meta          | km       | Zwycięzca etapu          | Lider          |
| ---- | ----------- | --------------------- | -------- | ------------------------ | -------------- |
| 1.   | 9 kwietnia  | Urretxu – Urretxu     | 139      | Juan José Cobo Hiszpania | Juan José Cobo |
| 2.   | 10 kwietnia | Urretxu – Karrantza   | 191,5    | Manuel Beltrán Hiszpania | Juan José Cobo |
| 3.   | 11 kwietnia | Karrantza – Vitoria   | 173      | Ángel Vicioso Hiszpania  | Ángel Vicioso  |
| 4.   | 12 kwietnia | Gasteiz – Lekunberri  | 176      | Jens Voigt Niemcy        | Ángel Vicioso  |
| 5.   | 13 kwietnia | Lekunberri – Oiartzun | 169      | Juan José Cobo Hiszpania | Juan José Cobo |
| 6.   | 14 kwietnia | Oiartzun – Oiartzun   | 14 (ITT) | Samuel Sánchez Hiszpania | Juan José Cobo |

## Końcowa klasyfikacja generalna
| M-ce | Imię i nazwisko    | Kraj       | Drużyna                        | Czas          |
| ---- | ------------------ | ---------- | ------------------------------ | ------------- |
| 1.   | Juan José Cobo     | Hiszpania  | Saunier Duval-Prodir           | 21h 56min 38s |
| 2.   | Ángel Vicioso      | Hiszpania  | Relax-Gam                      | + 0.37        |
| 3.   | Samuel Sánchez     | Hiszpania  | Euskaltel-Euskadi              | + 1.16        |
| 4.   | Damiano Cunego     | Włochy     | Lampre-Fondital                | + 2.26        |
| 5.   | Alejandro Valverde | Hiszpania  | Caisse d’Épargne-Illes Balears | + 2.42        |
| 6.   | Davide Rebellin    | Włochy     | Gerolsteiner                   | + 2.50        |
| 7.   | Tadej Valjavec     | Słowenia   | Lampre-Fondital                | + 2.57        |
| 8.   | Fränk Schleck      | Luksemburg | Team CSC                       | + 3.13        |
| 9.   | Joaquím Rodríguez  | Hiszpania  | Caisse d’Épargne-Illes Balears | + 3.21        |
| 10.  | Koldo Gil          | Hiszpania  | Saunier Duval-Prodir           | + 3.41        |

## Klasyfikacja drużynowa (TOP 3)
| M-ce | Drużyna                        | Czas          |
| ---- | ------------------------------ | ------------- |
| 1.   | Saunier Duval-Prodir           | 65h 55min 37s |
| 2.   | Caisse d’Épargne-Illes Balears | + 10.29       |
| 3.   | Lampre-Fondital                | + 10.53       |

## Klasyfikacja górska (TOP 3)
| M-ce | Zawodnik        | Kraj      | Drużyna           | Punkty |
| ---- | --------------- | --------- | ----------------- | ------ |
| 1.   | Aitor Hernández | Hiszpania | Euskaltel-Euskadi | 53     |
| 2.   | Manuel Beltrán  | Hiszpania | Liquigas          | 40     |
| 3.   | Mikel Astarloza | Hiszpania | Euskaltel-Euskadi | 39     |

## Klasyfikacja sprinterska (TOP 3)
| M-ce | Zawodnik      | Kraj      | Drużyna                | Punkty |
| ---- | ------------- | --------- | ---------------------- | ------ |
| 1.   | Iker Flores   | Hiszpania | Fuerteventura-Canarias | 9      |
| 2.   | Jens Voigt    | Niemcy    | Team CSC               | 9      |
| 3.   | Mikel Artetxe | Hiszpania | Fuerteventura-Canarias | 8      |

## Klasyfikacja punktowa (TOP 3)
| M-ce | Zawodnik                   | Kraj      | Drużyna              | Punkty |
| ---- | -------------------------- | --------- | -------------------- | ------ |
| 1.   | Juan José Cobo             | Hiszpania | Saunier Duval-Prodir | 78     |
| 2.   | Samuel Sánchez             | Hiszpania | Euskaltel-Euskadi    | 71     |
| 3.   | José Ángel Gómez Marchante | Hiszpania | Saunier Duval-Prodir | 59     |